# 倪健民
倪健民（1953年12月—），男，浙江杭州人，中华人民共和国政治人物，中华全国总工会原副主席、书记处书记。

## 生平
2008年10月17日，中国工会十五大在北京开幕。同年10月19日，大会选举产生中华全国总工会第十五届执行委员会和经费审查委员会。10月20日，中华全国总工会第十五届执行委员会第一次全体会议选举他出任副主席。